# 内藤正成
內藤正成（1528年－1602年6月2日）是日本戰國時代。德川氏家臣。德川十六神將之一。幼名四郎左衛門。別名甚一郎。

## 生平
父親是內藤清長的弟弟內藤甚五左衛門忠鄉。哥哥是内藤忠村。最初仕於伯父內藤清長，但是後來成為松平廣忠的家臣，廣忠死後仕於其子松平元康（後來的德川家康）。15歲時織田信秀入侵之際，他以弓箭應戰並成功擊退敵人。在三河一向一揆時以箭射中敵對的舅舅石川氏兩隻膝蓋並將其擊退。
三方原之戰時，尽管痛失長子仍奮勇戰鬥。在高天神城之戰中，敵方武田軍亦懼怕他的弓術。
天正18年（1590年）家康移往關東地區時，正成由最初三河國幡豆郡7百石知行，之後被給予武藏國琦玉郡栢間村、戶崎村、新堀村、三箇村、小林村等5千石。建立起栢間陣屋（現在的菖蒲町下栢間）。後來在病倒時，德川秀忠派遣醫師久志本左京亮常衡前往治療，但是回天乏術，慶長7年4月12日（1602年4月12日）死去，享年75歲。
內藤氏在1631年轉至孫兒‧第3代新五郎忠俊（忠利）時被改易，但是因為正成從三河以來的戰功，外孫正重被召回並獲得舊知5千石，天和2年（1682年），第5代正吉被加增上野台之鄉和下野作原7百石而成為5千7百石的旗本，一直存續至幕末的第14代正從為止。
正成的勇武相當優秀，特別是射箭的技能被評為是無人能及。一說指能仕於松平廣忠的原因是因為廣忠見識過正成的射箭技能，因為勇武而成為德川十六神將中的其中一人。